# Vibeke Hartkorn
Vibeke Hartkorn, geborene Moritz, (* 16. Juli 1965 in Aalborg) ist eine dänische Journalistin, Moderatorin und Redakteurin.

## Leben
Vibeke Hartkorn wuchs als Tochter einer Laborantin in Aalborg auf. Ihr Großvater Svend Moritz (1906–1988) war viele Jahre der Polizeichef in Aalborg. Ihre Großmutter Karen Rigmor Moritz war zeitweise die älteste in Dänemark lebende Person. Ihren Vater, der aus Nigeria stammt, lernte sie erst mit 18 Jahren kennen.
Nach ihrem Schulabschluss im Jahr 1984 absolvierte sie ein Studium der Journalistik. Ab 1992 war sie als Moderatorin und Nachrichtensprecherin bei einem Regionalsender für Nordjütland tätig. Im Jahr 2001 wechselte sie zu DR1, wo sie bis zum Jahr 2007 die Nachrichtensendung TV Avisen moderierte und auch als Redakteurin tätig war. Später moderierte sie mehrere Sendungen bei TV 2. Hartkorn ist seit einigen Jahren auch als Kommunikationsberaterin und als Unternehmensberaterin tätig. Im Jahr 2009 wirkte sie in einer Folge der Fernsehserie The Klovn als Journalistin mit.
Vibeke Hartkorn ist verheiratet und hat zwei Kinder. Sie lebt mit ihrer Familie in Kopenhagen.

## Filmografie
- 2009: The Klovn (Fernsehserie, 1 Folge)